# Gare de Saint-Omer-en-Chaussée
Gare de Saint-Omer-en-Chaussée vasútállomás Franciaországban, Saint-Omer-en-Chaussée településen.

## Vasútvonalak
Az állomást az alábbi vasútvonalak érintik:
- Épinay-Villetaneuse–Le Tréport-Mers-vasútvonal
- Saint-Omer-en-Chaussée to Vers Line

## Kapcsolódó állomások
A vasútállomáshoz az alábbi állomások vannak a legközelebb:
- Gare de Milly-sur-Thérain
- Gare de Marseille-en-Beauvaisis